# Ahmed Osmanzâde Tâib
Ahmed Osmanzâde Tâib (1660 ? - 1724) fou un poeta, historiador i erudit otomà del finals del segle xvii i començament del segle xviii. Fou el principal poeta del seu temps. Va escriure també dues importants històries de Turquia, de les quals destaca Ijmal-i manakib-i Salatin-i al-i Othman, sobre els vint-i-quatre primers sultans de la dinastia. Va traduir també obres d'altres autors o en va fer adaptacions.